# Achillova šlacha

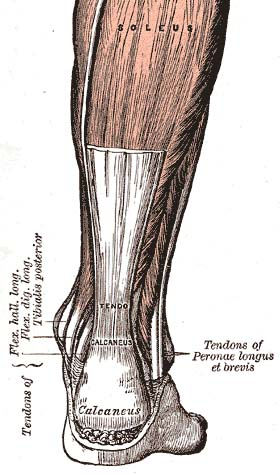
Zobrazení achillovky v Grayově anatomii

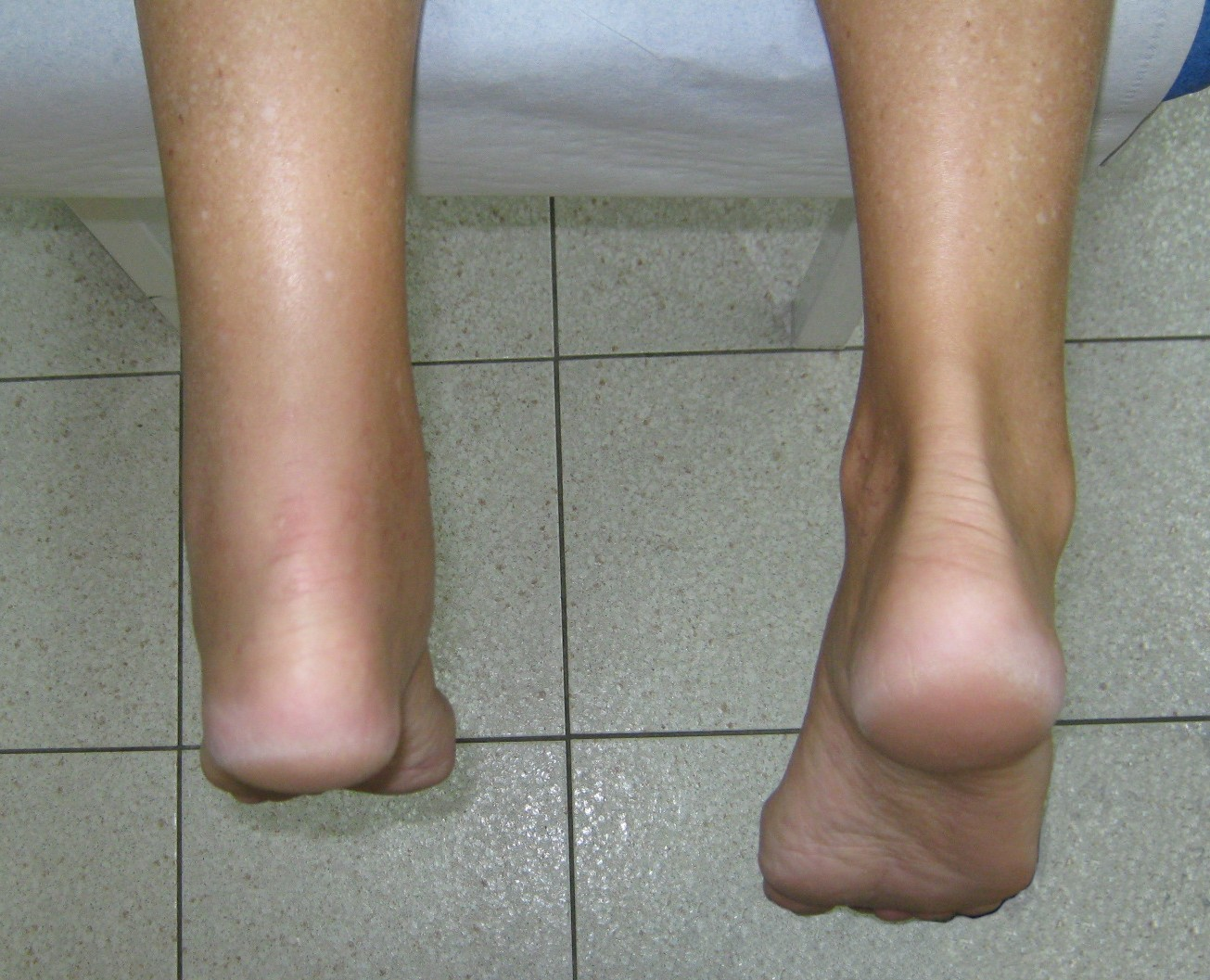
Srovnání: Vlevo noha s přetrženou achillovkou, vpravo zdravá noha

Achillova šlacha, lidově achilovka, (latinsky tendo Achillis) je šlacha na noze. Spojuje trojhlavý sval lýtkový (tvořený m. soleus a mm. gastrocnemii) s patní kostí, čímž přenáší odpichový ráz ze svalu na chodidlo (na příčnou klenbu). Je tak významnou složkou chůze a běhu člověka. Lýtkový sval přechází ve šlachu zhruba v polovině lýtka a vede distálně k úponu na patní kosti. Achillova šlacha je nejpevnější šlachou člověka, její elasticita je však podmíněna dobrým prokrvením a kluzností po zadní straně holenní kosti. Šlacha by měla být při pohmatu prsty volně vychýlitelná do stran a neměla by na kosti ulpívat. Pokud je vlivem otoku, nadváhy, úrazu či nesprávného stylu chůze ztuhlá, znamená to výrazné omezení její elasticity a při větším zatížení či náhlém pohybu nad obvyklý rozsah, může dojít k jejímu přetržení či natržení.
Achillova šlacha se vyskytuje i u jiných živočichů, například u gibonů. Naopak u jiných schází nebo je zakrslá, například u goril.

## Etymologie
Jméno pochází od hrdiny Achillea ze starořeckých mýtů. Ten byl svou matkou Thetis jako dítě ponořen do řeky Styx, čímž mu byla zajištěna skoro úplná nezranitelnost. Jediným zranitelným místem byla jeho pata, za kterou ho matka při ponořování držela. Právě zásahem šípu do paty pak také zemřel v Trojské válce. I v nemýtickém světě je zranění Achillovy šlachy značnou komplikací, protože je u člověka klíčová pro pohyb a sebeobsluhu.